# 霧峰 (大字)
霧峰，原稱為阿罩霧，是臺灣臺中市霧峰區的一個傳統地域名稱，位於該區北部中段及東段。相較於今日行政區，其範圍大致包括甲寅里、本鄉里、中正里、本堂里、坑口里、萊園里、錦榮里、吉峰里、桐林里，以及大里區西湖東南端、東湖最南端、塗城東南端。

## 歷史
台灣清治末期至日治初期，霧峰地區為一街庄，稱為「阿罩霧庄」，隸屬於貓羅堡。該庄北邊隔草湖溪由西到東分別與草湖庄、塗城庄、車籠埔庄為鄰，東南邊與墘溪灣庄為鄰，南邊為萬斗六庄，西邊為柳樹湳庄。
1901年（日治明治三十四年）11月，全台廢縣廳改設二十廳，該庄隸屬於臺中廳。1903年（明治三十六年）6月，該庄編入「霧峰區」，隸屬於臺中廳。1909年（明治四十二年）10月，合併二十廳為十二廳，霧峰區隸屬不變。1920年（大正九年），全台地方制度大改正，廢十二廳改設五州二廳，該庄改制並改名為「霧峰」大字，隸屬於臺中州大屯郡霧峰庄，大字下有「霧峰」、「北溝」、「坑口」小字名。
戰後霧峰庄改制為霧峰鄉，隸屬於臺中縣，大字亦改制為村。1950年10月，中、彰、投分治，霧峰鄉仍隸屬臺中縣。2010年12月，臺中縣市合併為直轄臺中市，霧峰鄉改制為霧峰區，村亦改制為里。

## 聚落
本地區發展較早的聚落有瓦磘仔、北溝、阿罩霧、坑口、校椅坐、內城、青桐林等，在日治期初期的官方地圖上已有記載。此外，本地區尚有坪仔、吉峰、北溝坑、暗坑、蕃石榴園、北坑巷、中坑巷、中坑、南坑巷、畚箕湖、鳳山、公山坪、牛欄貢坑、尖後、內暗坑、牛埔、雙溪、小石門、石門、北坑等聚落。

## 交通
國道3號又稱「福爾摩沙高速公路」，是貫穿台灣西部的兩條縱向高速公路之一，大致以西北—東南走向繞大彎轉東北—西南走向經過霧峰地區西南部邊界外不遠處。該國道在與本地區距離最近的省道台74線終點端及省道台3線連絡道共同交會處設有霧峰交流道，由此可快速前往台灣西部該國道沿線各地。
省道台74線原稱「中彰快速道路」，現稱「快官霧峰線」，是彰化縣快官繞行臺中市區外圍至霧峰的快速道路，其東側端點位於國道3號霧峰交流道。由此向東北繞大彎轉西北出境後，轉北再轉北北東可前往大里、太平與台中市區交界地帶、太平、北屯中部、潭子南部、北屯西北部、西屯、南屯、烏日等地。
省道台3線（中正路、林森路、中正路）俗稱「內山公路」，是臺北至屏東的幹道，大致以北北西—南南東走向由本地區北部邊界西側入境後轉南偏西，至林森路路口轉南南西再轉南偏西再轉南南東繞過霧峰市區回到中正路路口，轉南南西再轉南偏西於本地區西端部邊界出境。由該道路向北北西可前往大里、台中市區、北屯、潭子等地，向南偏西可前往草屯、南投、名間、竹山等地。
市道127號（四德路）是大雅至霧峰的道路，其東側端點位於本地區西部霧峰市區的省道台3線路口。由此向西偏北轉西出境後，經柳樹湳於烏日溪南地區經數次彎道轉北可前往烏日市區、南屯、西屯、大雅並止於省道台1乙線路口。
區道中105線（草湖路）是大里至北霧峰的道路，其南側端點位於本地區西北部省道台3線路口。由此向北北西轉西北西出境後，轉北可前往草湖、大突寮西北部並止於區道中106線路口。該道路在2005年12月發行的《臺中縣霧峰鄉行政區域圖》誤標為鄉道106線，而在2006年1月發行的《臺中縣大里市行政區域圖》則標對名稱，不過兩者的起訖點位置皆標錯。
區道中108線（四德路、萊園路、民生路）是霧峰至北坑的道路，也是本地區北側的東西向內部連絡道路，其西側端點位於霧峰市區西側的省道台3線、市道127號終點路口。由此向東南東行至民生路路口，轉北北西再順路轉北北東再轉東北再轉東北東蜿蜒而行，經區道中108-1線終點路口後轉東南東進入山區，沿溪谷蜿蜒而行可前往暗坑、桐林並止於桐林二號橋頭。
區道中108-1線（吉峰路）是北霧峰至坑口的道路，也是本地區最北側的一條東西向內部連絡道路，其西側端點位於本地區西北端的省道台3線路口。由此向東微北直行，至北溝聚落南側轉南南東止於區道中108線路口。
區道中110線（中正路557巷）是溪垻至坑口的道路，其東側端點位於本地區西南部坑口聚落的省道台3線路口。由此向西北微北出境後，可前往柳樹湳地區的北柳聚落、吳厝地區的新埔聚落、吳厝聚落、溪心垻地區南部的客仔庄聚落並止於市道127號路口。

## 學校
- 朝陽科技大學
- 國立霧峰農工
- 明台高中
- 吉峰國小
- 桐林國小
- 霧峰國小
- 光復中小學
- 僑榮國小

## 廟宇
- 阿罩霧福德祠（土地公廟）